# Epidendrum pachychilum
Epidendrum pachychilum är en orkidéart som beskrevs av Friedrich Fritz Wilhelm Ludwig Kraenzlin. Epidendrum pachychilum ingår i släktet Epidendrum och familjen orkidéer. Inga underarter finns listade i Catalogue of Life.